# Sungei Kadut
Sungei Kadut là khu công nghiệp và cũng là khu quy hoạch tọa lạc tại Vùng Bắc của Singapore. Khu quy hoạch này giáp với Bukit Panjang và Thái Thố Cảng về phía nam, Mandai về phía đông, cũng như Lâm Thố Cảng và Khu trữ nước Tây về hướng tây. Its northern boundary is defined by the Eo biển Johor.

## Từ nguyên và Lịch sử
Trong ngôn ngữ Mã Lai, Sungei nghĩa là sông còn Kadut nghĩa là vải bố. Thập niên 1900, xung quanh Sungei Kadut là những đầm lầy toàn cây đước mà hiện nay là Hồ trữ nước Kranji. Suốt Thế Chiến II, Sungei Kadut là một trong những ngõ mà quân đội Nhật Bản đặt chân đầu tiên lên đất Singapore. Những năm sau đó, khu vực này được phát triển thành một khu công nghiệp.
Trong suốt thập niên 1970 và 1980, các nhà máy chế tạo đồ nội thất và nhà máy xay xát mọc lên khắp vùng. Cụm nhà máy này khá dễ bắt lửa dẫn tới hư hại lớn để rồi sau đó, mối nguy cơ cháy nổ tiềm tàng ở khu vực này khiến cho chính quyền địa phương thiết lập một sở cứu hỏa tại đây. Vài năm trước, hỏa hoạn đã khiến tàu MRT trên tuyến MRT Bắc Nam phải dừng hoạt động. Ngày 3 tháng 8 năm 2008, một đám cháy kinh hoàng đã bốc lên từ một nhà máy. Những nỗ lực ban đầu nhằm kiểm soát đám cháy đã thất bại do nó đã lan qua các khối gỗ và vỏ bánh xe cận đó. Để dập tắt đám cháy này, người ta đã phải huy động 100 nhân viên cứu hỏa và mất hơn bốn tiếng đồng hồ. Nhiều công ty đã chịu tổn thất lớn vì đã không mua bảo hiểm cho nhà máy của mình.

## Giao thông
Hiện tại, Trạm MRT Kranji trên tuyến Bắc Nam là trạm duy nhất phục vụ khu phụ cận. Một trạm MRT giữa trạm Kranji và trạm Yew Tee ở khu công nghiệp này cũng đã được cân nhắc khá lâu, tuy vậy, đến nay vẫn chưa có kế hoạch are xây dựng trạm này mà nguyên do có lẽ nơi này thiếu vắng những điểm thu hút khách.
Dịch vụ Xe buýt SMRT 925 hoạt động tại khu công nghiệp Sungei Kadut, hoạt động từ Woodlands đến Trạm trung chuyển Xe buýt Thái Thố Cảng mỗi ngày trừ Chủ Nhật và ngày lễ. Các tuyến vận tải khác có đi ngang qua Đường Woodlands bao gồm 160, 170, 178, 927, 960, 961 và 961#.